# El Borouj
El Borouj (en arabe : البروج , en amazighe : ⵍⴱⵔⵓⵊ) est une ville marocaine, commune de la province de Settat – capitale des Beni Meskine, située dans la région administrative de Casablanca-Settat – dans la région historique de la Chaouia.

### Sources
- (en) El Borouj sur le site de Falling Rain Genomics, Inc.
- El Borouj sur le site de communesmaroc.com